# Horacio José Serpa
Horacio José Serpa Moncada (Barrancabermeja, 20 de julio de 1982) es Administrador de Empresas y político colombiano. 
Fue Senador de la República de Colombia desde 2018 hasta 2022.

## Biografía
Horació José Serpa nació en Barrancabermeja en 1982. Hijo del jurista y político Liberal Horacio Serpa Uribe. Estudió en el Colegio Gimnasio Moderno de Bogotá, estudió administración de empresas en el Colegio de Estudios Superiores de Administración CESA y realizó estudios en Negocios Internacionales y Política Económica en  American University en Washington D. C., donde completó su práctica en el Banco Interamericano de Desarrollo (BID). En 2009, obtuvo una especialización en Gobierno, Gerencia y Asuntos Públicos de la Universidad Externado de Colombia, en colaboración con la Universidad de Columbia en Nueva York. Además, es Magíster en Gobierno y Políticas Públicas por la Universidad Externado de Colombia.
Serpa ha desempeñado cargos en el sector público y privado. Durante 3 años trabajó en la Banca Corporativa de Bancolombia, y también fue consultor en la empresa de consultoría “7-24 consultores”. En la campaña política a la gobernación de Santander en el 2008, en donde su padre Horacio Serpa Uribe se lanzó como candidato por el partido Liberal, Horacio José co-lideró el comité de Nuevas Generaciones y Jóvenes Profesionales para apoyar la campaña de su papá. Entre 2015-2017 se desempeñó como Concejal de Bogotá en la cual renunció para aspirar para el cargo de Senador de la República de Colombia en 2018.
Inició su carrera en el sector privado, trabajando durante cuatro años en la Banca Corporativa de Bancolombia y como consultor en la firma 7-24 Consultores. En 2008, participó activamente en el comité de campaña para su padre, Horacio Serpa Uribe, cuando este se postuló como candidato a la gobernación de Santander. También fue Secretario Privado de Rafael Pardo en su campaña presidencial en 2010.
En 2011, Horacio José fue elegido Concejal de Bogotá, donde lideró la creación de la Secretaría Distrital de Seguridad, Convivencia y Justicia, así como la Secretaría de la Mujer. En 2017, fue elegido Presidente del Concejo de Bogotá por unanimidad, y renunció en diciembre para ser candidato al Senado de la República.
En 2018, fue elegido Senador de la República, obteniendo más de 93,000 votos a nivel nacional. Durante su tiempo en el Senado, Serpa fue coordinador ponente de varias leyes de gran relevancia, incluyendo la Ley de Turismo, que proporcionó alivios fiscales al sector durante la pandemia del COVID-19, y la Política de Matrícula Cero, que benefició a 700,000 estudiantes de bajos recursos.
Otras iniciativas importantes incluyen la creación del Registro Nacional de Obras Inconclusas, como parte de un paquete anticorrupción, y la ley que reguló el servicio de transporte escolar en zonas rurales de difícil acceso.

## Candidatura a la Alcaldía de Bucaramanga
En octubre de 2023, Serpa se postuló como candidato a la Alcaldía de Bucaramanga, liderando la campaña ciudadana ‘Ser Pa’ la Gente’. Aunque no fue elegido, su candidatura reflejó su compromiso con el desarrollo de su región natal.

## Vida personal
Horacio José Serpa Moncada está casado con Natalie Millán, con quien tiene dos hijos: Salomón y Horacio Antonio. A lo largo de su vida, ha mantenido una fuerte conexión con los valores y principios de su familia, inspirados en el legado de su padre, Horacio Serpa Uribe, quien fue un incansable defensor de los derechos humanos y la paz en Colombia.